# Parafia Niepokalanego Poczęcia Najświętszej Maryi Panny w Tyniowicach
Parafia Niepokalanego Poczęcia Najświętszej Maryi Panny w Tyniowicach – rzymskokatolicka parafia znajdująca się w archidiecezji przemyskiej w dekanacie Pruchnik.

## Historia
W 1947 roku dawną cerkiew zaadaptowano na kościół filialny. W latach 1983–1988 w Tyniowicach zbudowano murowany kościół, według projektu arch. inż. Tomasza Chałupskiego. 
19 czerwca 1987 roku dekretem bpa Ignacego Tokarczuka została erygowana parafia z wydzielonego terytorium parafii Pruchnik. 19 czerwca 1988 roku bp Ignacy Tokarczuk poświęcił kościół pw. Niepokalanego Poczęcia Najświętszej Maryi Panny.
W latach 2016–2021 w podziemiach kościoła urządzono kaplicę zimową, a w grudniu 2017 roku odprawiono w niej pierwszą mszę świętą.
Na terenie parafii jest 750 wiernych (w tym: Tyniowice – 490), Chorzów – 260). 
Proboszczowie parafii:
1987–2014. ks. Józef Ozga.
2014–2023. ks. Jacek Dżoń.
2023– nadal ks. Jacek Czerkies.

## Kościół filialny
W 1972 roku w domu prywatnym w Chorzowie rozpoczęto odprawianie mszy świętych. W latach 1981–1983 zbudowano kościół filialny, według projektu architektów inż. Danuty Chałupskiej i inż. Z. Michalskiego. 25 czerwca 1983 roku bp Ignacy Tokarczuk poświęcił kościół pw. Zwiastowania Najświętszej Maryi Panny.